# The Renovators - Case fai da te
The Renovators - Case fai da te (The Renovators) è un reality show australiano condotto da Brendan Moar, con la presenza fissa dei giudici Robyn Holt, Peter Ho e Barry Du Bois.
In patria la prima stagione è stata trasmessa su Network Ten dal 24 luglio al 12 ottobre 2011, mentre in Italia è andata in onda prima su Sky Uno (e le sue versioni Sky Uno HD e Sky Uno +1) dal 20 febbraio al 4 maggio 2012 e in chiaro dal 3 settembre al 19 novembre dello stesso anno su Cielo.
Lo show è stato riconfermato nel 2011 per una seconda stagione, modificando il format per migliorare gli ascolti, ma nessuna nuova puntata è stata prodotta.

## Il programma
Il reality vede sfidarsi 26 concorrenti principalmente nel ristrutturare sei abitazioni, ma anche affrontarsi in prove della durata minore consistenti nell'arredamento, nelle costruzioni e nei generi affiliati. L'ultimo concorrente rimasto in gioco che non è stato eliminato vince il profitto di tutte le abitazioni, la casa costruita dalla sua squadra e il titolo di miglior ristrutturatore d'Australia.

## Puntate
| Stagione       | Puntate | Prima TV originale | Prima TV Italia |
| -------------- | ------- | ------------------ | --------------- |
| Prima stagione | 66      | 2011               | 2012            |

## Concorrenti
- Squadra arancione - "Casa cantiere"
  - Peter
  - Samantha "Sam" (dalla settimana 7)
  - Bob
  - Lisa
  - Kim
- Squadra beige - "Casa anni sessanta"
  - Natalia (dalla settimana 8)
  - Nathan
  - Suzanne (dalla settimana 5)
  - Tina
  - Chris
  - Joanne
- Squadra grigia - "Il negozio"
  - August
  - Christie
  - Fiona
  - Natalia (fino alla settimana 7)
- Squadra verde - "Cottage in legno"
  - Melissa "Mel"
  - Keenan
  - Jason H
  - Suzanne (fino alla settimana 4)
- Squadra azzurra - "Villetta a schiera"
  - Luke
  - Jason J
  - Kathy
  - Samantha (fino alla settimana 5)
- Squadra blu - "Fibro Cottage"
  - Michael (vincitore)
  - Jarrad
  - Kelly
  - Alison "Ali"
- Esclusi prima dell'assegnazione delle abitazioni
  - Phil
  - Laura

## Le abitazioni
| Nome                                    | Possessore finale delle chiavi | Indirizzo                      | Distanza dal centro abitato | Stile                                          | Prezzo d'acquisto | Budget per il rinnovo (20% del prezzo d'acquisto) | Estensione | Note |
| --------------------------------------- | ------------------------------ | ------------------------------ | --------------------------- | ---------------------------------------------- | ----------------- | ------------------------------------------------- | ---------- | --- |
| Fibro Cottage (Fibro Cottage)           | Michael                        | 85 Harold St, Blacktown        | 40.5 km                     | Fibro Cottage degli anni '50 post-guerra       | $309,990          | $61,998 + $65,000                                 | 556m2      | Nato in un periodo di boom delle case, è una piccola abitazione estesa su di un terreno molto vasto.        |
| Cottage in legno (The Weatherboard)     | Melissa                        | 51 Franklin St, Parramatta     | 25 km                       | Cottage in legno bungalow degli anni '30       | $478,213          | $95,642 + $20,000                                 | 487m2      | Bungalow abitato per 50 anni dalla stessa famiglia.                                                         |
| Il negozio (The Shop)                   | August                         | 146 Addison Road, Marrickville | 7.5 km                      | Ex negozio del 1915                            | $594,730          | $118,946 + $10,000                                | 310m2      | Ex negozio, trasformato poi in un fast food.                                                                |
| Casa anni sessanta (Sixties Suburban)   | Natalia                        | 15 Anthony Rd, Castle Hill     | 33 km                       | Casa rivestita da mattoni rossi degli anni '60 | $631,828          | $126,366 + $40,000                                | 664 m2     | Nata come una casa fibro.                                                                                   |
| Casa cantiere (Half-Done House)         | Peter                          | 5 Frederick St, St Peters      | 8.5 km                      | Villetta edoardiana degli inizi del XX secolo  | $668,403          | $133,681 + $35,000                                | 278m2      | Nata come casa dallo stile edoardiano, l'ultimo proprietario ne ha interrotto i lavori di ristrutturazione. |
| Villetta a schiera (Inner-City Terrace) | Luke                           | 12 Hegarty Street, Glebe       | 4 km                        | Villetta vittoriana degli anni 1880            | $749,390          | $149,878 + $20,000                                | 100 m2     | Non ha subito modifiche, sia interne che esterne, dal 1952.                                                 |

## Tabella delle eliminazioni
| Michael  | LEADER | SALVO | PERDE  | SALVO | VINCE | SALVO  | SALVO  | SALVO | VINCE | SALVO | SALVO | SALVO  | SALVO | SALVO | PERDE | SALVO  | VINCE | SALVO | SALVO | SALVO | SALVO | SALVO | VINCE | Vincitore |  |  |  |  |  |  |  |  |  |  |  |  |  |  |  |  |  |  |  |  |  |  |  |  |  |  |  |  |  |  |  |  |  |  |  |  |  |  |  |
| Luke     | LEADER | SALVO | SALVO  | SALVO | SALVO | SALVO  | SALVO  | SALVO | PERDE | VINCE | SALVO | PERDE  | PERDE | SALVO | PERDE | SALVO  | VINCE | SALVO | SALVO | VINCE | SALVO | SALVO | SALVO | 2º posto  |  |  |  |  |  |  |  |  |  |  |  |  |  |  |  |  |  |  |  |  |  |  |  |  |  |  |  |  |  |  |  |  |  |  |  |  |  |  |  |
| Melissa  | SALVA  | VINCE | VINCE  | SALVA | SALVA | VINCE  | SALVA  | VINCE | SALVA | PERDE | PERDE | SALVA  | SALVA | SALVA | VINCE | SALVA  | VINCE | SALVA | SALVA | SALVA | VINCE | SALVA | SALVA | 3º posto  |  |  |  |  |  |  |  |  |  |  |  |  |  |  |  |  |  |  |  |  |  |  |  |  |  |  |  |  |  |  |  |  |  |  |  |  |  |  |  |
| August   | SALVO  | VINCE | SALVO  | VINCE | SALVO | LEADER | SALVO  | SALVO | SALVO | SALVO | SALVO | SALVO  | VINCE | VINCE | SALVO | VINCE  | VINCE | VINCE | SALVO | SALVO | SALVO | SALVO | SALVO | 4º posto  |  |  |  |  |  |  |  |  |  |  |  |  |  |  |  |  |  |  |  |  |  |  |  |  |  |  |  |  |  |  |  |  |  |  |  |  |  |  |  |
| Natalia  | SALVA  | VINCE | SALVA  | VINCE | SALVA | SALVA  | SALVA  | SALVA | SALVA | SALVA | SALVA | SALVA  | VINCE | VINCE | SALVA | SALVA  | VINCE | SALVA | SALVA | SALVA | SALVA | VINCE | SALVA | 5º posto  |  |  |  |  |  |  |  |  |  |  |  |  |  |  |  |  |  |  |  |  |  |  |  |  |  |  |  |  |  |  |  |  |  |  |  |  |  |  |  |
| Peter    | LEADER | SALVO | SALVO  | VINCE | SALVO | SALVO  | VINCE  | PERDE | PERDE | SALVO | PERDE | SALVO  | PERDE | SALVO | PERDE | SALVO  | VINCE | SALVO | VINCE | SALVO | SALVO | SALVO | SALVO | 6º posto  |  |  |  |  |  |  |  |  |  |  |  |  |  |  |  |  |  |  |  |  |  |  |  |  |  |  |  |  |  |  |  |  |  |  |  |  |  |  |  |
| Jarrad   | SALVO  | SALVO | PERDE  | SALVO | VINCE | SALVO  | SALVO  | SALVO | VINCE | SALVO | SALVO | SALVO  | SALVO | SALVO | PERDE | SALVO  | VINCE | SALVO | SALVO | SALVO | SALVO | SALVO | FUORI |           |  |  |  |  |  |  |  |  |  |  |  |  |  |  |  |  |  |  |  |  |  |  |  |  |  |  |  |  |  |  |  |  |  |  |  |  |  |  |  |
| Nathan   | SALVO  | PERDE | SALVO  | PERDE | SALVO | PERDE  | LEADER | SALVO | PERDE | SALVO | VINCE | SALVO  | PERDE | SALVO | SALVO | LEADER | VINCE | SALVO | SALVO | SALVO | SALVO | FUORI |       |           |  |  |  |  |  |  |  |  |  |  |  |  |  |  |  |  |  |  |  |  |  |  |  |  |  |  |  |  |  |  |  |  |  |  |  |  |  |  |  |
| Keenan   | SALVO  | VINCE | VINCE  | SALVO | SALVO | VINCE  | SALVO  | VINCE | SALVO | PERDE | PERDE | LEADER | SALVO | SALVO | VINCE | SALVO  | VINCE | SALVO | SALVO | SALVO | FUORI |       |       |           |  |  |  |  |  |  |  |  |  |  |  |  |  |  |  |  |  |  |  |  |  |  |  |  |  |  |  |  |  |  |  |  |  |  |  |  |  |  |  |
| Jason J  | SALVO  | SALVO | SALVO  | SALVO | SALVO | SALVO  | SALVO  | SALVO | PERDE | VINCE | SALVO | PERDE  | PERDE | SALVO | PERDE | SALVO  | VINCE | SALVO | SALVO | FUORI |       |       |       |           |  |  |  |  |  |  |  |  |  |  |  |  |  |  |  |  |  |  |  |  |  |  |  |  |  |  |  |  |  |  |  |  |  |  |  |  |  |  |  |
| Samantha | SALVA  | SALVA | SALVA  | SALVA | SALVA | SALVA  | SALVA  | SALVA | PERDE | VINCE | SALVA | FUORI  |       | SALVA | SALVA | SALVA  | VINCE | SALVA | FUORI |       |       |       |       |           |  |  |  |  |  |  |  |  |  |  |  |  |  |  |  |  |  |  |  |  |  |  |  |  |  |  |  |  |  |  |  |  |  |  |  |  |  |  |  |
| Christie | SALVA  | VINCE | SALVA  | VINCE | SALVA | SALVA  | SALVA  | SALVA | SALVA | SALVA | SALVA | SALVA  | VINCE | VINCE | SALVA | VINCE  | VINCE | FUORI |       |       |       |       |       |           |  |  |  |  |  |  |  |  |  |  |  |  |  |  |  |  |  |  |  |  |  |  |  |  |  |  |  |  |  |  |  |  |  |  |  |  |  |  |  |
| Kathy    | SALVA  | SALVA | SALVA  | SALVA | SALVA | SALVA  | SALVA  | SALVA | PERDE | VINCE | SALVA | PERDE  | PERDE | SALVA | FUORI |        |       |       |       |       |       |       |       |           |  |  |  |  |  |  |  |  |  |  |  |  |  |  |  |  |  |  |  |  |  |  |  |  |  |  |  |  |  |  |  |  |  |  |  |  |  |  |  |
| Suzanne  | SALVA  | VINCE | VINCE  | SALVA | SALVA | VINCE  | SALVA  | SALVA | PERDE | SALVA | VINCE | SALVA  | FUORI |       |       |        |       |       |       |       |       |       |       |           |  |  |  |  |  |  |  |  |  |  |  |  |  |  |  |  |  |  |  |  |  |  |  |  |  |  |  |  |  |  |  |  |  |  |  |  |  |  |  |
| Bob      | SALVO  | SALVO | SALVO  | VINCE | SALVO | SALVO  | VINCE  | PERDE | PERDE | SALVO | FUORI |        |       |       |       |        |       |       |       |       |       |       |       |           |  |  |  |  |  |  |  |  |  |  |  |  |  |  |  |  |  |  |  |  |  |  |  |  |  |  |  |  |  |  |  |  |  |  |  |  |  |  |  |
| Jason H  | LEADER | VINCE | VINCE  | SALVO | SALVO | VINCE  | SALVO  | VINCE | SALVO | FUORI |       |        |       |       |       |        |       |       |       |       |       |       |       |           |  |  |  |  |  |  |  |  |  |  |  |  |  |  |  |  |  |  |  |  |  |  |  |  |  |  |  |  |  |  |  |  |  |  |  |  |  |  |  |
| Lisa     | SALVA  | SALVA | SALVA  | VINCE | SALVA | SALVA  | VINCE  | PERDE | FUORI |       |       |        |       |       |       |        |       |       |       |       |       |       |       |           |  |  |  |  |  |  |  |  |  |  |  |  |  |  |  |  |  |  |  |  |  |  |  |  |  |  |  |  |  |  |  |  |  |  |  |  |  |  |  |
| Kim      | SALVA  | SALVA | SALVA  | VINCE | SALVA | SALVA  | VINCE  | FUORI |       |       |       |        |       |       |       |        |       |       |       |       |       |       |       |           |  |  |  |  |  |  |  |  |  |  |  |  |  |  |  |  |  |  |  |  |  |  |  |  |  |  |  |  |  |  |  |  |  |  |  |  |  |  |  |
| Fiona    | LEADER | SALVA | VINCE  | VINCE | SALVA | RITIRO |        |       |       |       |       |        |       |       |       |        |       |       |       |       |       |       |       |           |  |  |  |  |  |  |  |  |  |  |  |  |  |  |  |  |  |  |  |  |  |  |  |  |  |  |  |  |  |  |  |  |  |  |  |  |  |  |  |
| Tina     | SALVA  | PERDE | LEADER | PERDE | SALVA | FUORI  |        |       |       |       |       |        |       |       |       |        |       |       |       |       |       |       |       |           |  |  |  |  |  |  |  |  |  |  |  |  |  |  |  |  |  |  |  |  |  |  |  |  |  |  |  |  |  |  |  |  |  |  |  |  |  |  |  |
| Chris    | SALVO  | PERDE | SALVO  | FUORI |       |        |        |       |       |       |       |        |       |       |       |        |       |       |       |       |       |       |       |           |  |  |  |  |  |  |  |  |  |  |  |  |  |  |  |  |  |  |  |  |  |  |  |  |  |  |  |  |  |  |  |  |  |  |  |  |  |  |  |
| Kelly    | SALVO  | SALVO | FUORI  |       |       |        |        |       |       |       |       |        |       |       |       |        |       |       |       |       |       |       |       |           |  |  |  |  |  |  |  |  |  |  |  |  |  |  |  |  |  |  |  |  |  |  |  |  |  |  |  |  |  |  |  |  |  |  |  |  |  |  |  |
| Ali      | SALVA  | SALVA | RITIRO |       |       |        |        |       |       |       |       |        |       |       |       |        |       |       |       |       |       |       |       |           |  |  |  |  |  |  |  |  |  |  |  |  |  |  |  |  |  |  |  |  |  |  |  |  |  |  |  |  |  |  |  |  |  |  |  |  |  |  |  |
| Joanne   | LEADER | FUORI |        |       |       |        |        |       |       |       |       |        |       |       |       |        |       |       |       |       |       |       |       |           |  |  |  |  |  |  |  |  |  |  |  |  |  |  |  |  |  |  |  |  |  |  |  |  |  |  |  |  |  |  |  |  |  |  |  |  |  |  |  |
| Laura    | FUORI  |       |        |       |       |        |        |       |       |       |       |        |       |       |       |        |       |       |       |       |       |       |       |           |  |  |  |  |  |  |  |  |  |  |  |  |  |  |  |  |  |  |  |  |  |  |  |  |  |  |  |  |  |  |  |  |  |  |  |  |  |  |  |
| Phil     | RITIRO |       |        |       |       |        |        |       |       |       |       |        |       |       |       |        |       |       |       |       |       |       |       |           |  |  |  |  |  |  |  |  |  |  |  |  |  |  |  |  |  |  |  |  |  |  |  |  |  |  |  |  |  |  |  |  |  |  |  |  |  |  |  |

     Rinnovatore uscito prima dell'assegnamento delle abitazioni
     Rinnovatore del Fibro Cottage (squadra blu)
     Rinnovatore della casa anni sessanta (squadra beige)
     Rinnovatore del cottage in legno (squadra verde)
     Rinnovatore del negozio (squadra grigia)
     Rinnovatore della casa cantiere (squadra arancione)
     Rinnovatore della villetta a schiera (squadra azzurra)
     Vincitore della competizione
     Rinnovatore che ha perso la sfida del giorno ed è a rischio eliminazione
     Rinnovatore che ha vinto la sfida del giorno e vince l'aiuto degli altri concorrenti per la sua casa per 24 ore
     Rinnovatore che ha vinto la sfida del giorno e vince soldi o operai per 48 ore
     Rinnovatore che ha vinto il testa a testa per il possedimento della casa e procede all'asta finale
     Rinnovatore eliminato
     Rinnovatore ritirato

## Edizione italiana
Il programma è stato adattato e doppiato in oversound a Milano presso Studio P.V.. Il conduttore Brendan Moar è doppiato da Giorgio Bonino, Harry Du Bois da Giorgio Ginex. Alcune delle voci dei concorrenti appartengono a Patrizia Scianca (Fiona), Sonia Mazza (Natalia), Ruggero Andreozzi, Riccardo Peroni (August), Marco Balzarotti (Bob), Debora Magnaghi (Ali), Patrizia Mottola (Melissa), Giorgio Ginex, Cristina Giolitti, Gabriele Marchingiglio, Paolo Sesana (Peter), Federico Zanandrea (Jarrad) e Matteo Zanotti (Jason J). Dirige il doppiaggio Elisa Bellia, le traduzioni sono a cura di Bruno Gazzetta, il fonico di mix è Luca Porro e la localizzazione del video è affidata a Marco Vitali. Elena Chialchia è la responsabile di edizione per Sky.
Brendan, nell'edizione originale, si rivolge ai ristrutturatori chiamandoli "Renovators", mentre nell'edizione italiana semplicemente "concorrenti". Solo nell'episodio 41 li chiama Renovators (riferendosi però anche ai giudici e a se stesso). Il doppiaggio omette inoltre i nomi degli sponsor (solitamente Freedom, catena di centri commerciali australiani), i cui loghi sono comunque visibili in video.
Sia su Sky Uno che su Cielo il programma viene trasmesso anche in lingua originale come seconda traccia audio.